# Nectophrynoides asperginis
El sapo de Kihansi es una especie de anfibios de la familia Bufonidae endémica de Tanzania. Fue descubierta en el año 1996 en las cascadas de las montañas Udzungwa.
Se encontraba extinta en libertad debido a la pérdida de su hábitat natural, pero en octubre de 2012 se han reintroducido 2500 individuos en su antiguo hábitat.